# Giulio Ricciarelli
Giulio Ricciarelli (Milano, 2 agosto 1965) è un attore, sceneggiatore, regista e produttore cinematografico italiano naturalizzato tedesco.
Ha recitato in più di trenta film per il grande e piccolo schermo. In particolare il suo curriculum annovera 40 partecipazioni come attore in sceneggiati e film per la TV tedesca, tra i quali quello del 1997 dal titolo Rossini.

## Biografia
Ha studiato recitazione presso la Otto Falckenberg Schule. La carriera inizia nel 1990 (all'età di 25 anni) come attore delle serie televisive tedesche con il film-TV Black Money - Verfilzung... Macht...; fino ad arrivare al 2013 con Mein Mann, ein Mörder.
Come sceneggiatore ha preso parte alla stesura dei copioni di tre film: Love It Like It Is nel 2008, Ampelmann e Il labirinto del silenzio nel 2014.
Ha diretto i cortometraggi Vincent nel 2004 e Love It Like It Is (2008). Nel 2009 esce Lights, proiettato in competizione al Festival Cinematografico Max Ophüls Preis e candidato agli European Film Award; poi ha diretto Ampelmann e infine Il labirinto del silenzio, di cui ha scritto anche la sceneggiatura.
Ha prodotto sette film, il primo dei quali nel 2001 (Birthday) e l'ultimo nel 2014, Il labirinto del silenzio.
In seguito ha accettato un contratto presso il Theater Basel nella stagione teatrale 1989/90, presso il Staatstheater di Stoccarda, il Kammerspiele di Monaco, il Schauspiel di Bonn, nelle stagioni 1992/94 e il Bayerisches Staatsschauspiel. Nel 2000 ha fondato insieme a Sabine Lamby la Naked Eye Filmproduction.
Come regista ha realizzato il cortometraggio Vincent che ha ottenuto il premio Golden Sparrow nel 2005 ed è stato candidato agli European Film Award.
Il film Il labirinto del silenzio è stato selezionato dalla Germania per le candidature all'Oscar per il film straniero.
Nel 2019 ha perso la moglie, l'attrice tedesca Lisa Martinek, deceduta all'ospedale di Grosseto dopo un malore che l'aveva colta nelle acque di Marciana Marina.

## Filmografia
- Il labirinto del silenzio (Im Labyrinth des Schweigens), regia di Giulio Ricciarelli (2014)